# NGC 2629
NGC 2629 é uma galáxia elíptica (E-S0) localizada na direcção da constelação de Ursa Major. Possui uma declinação de +72° 59' 08" e uma ascensão recta de 8 horas, 47 minutos e 15,2 segundos.
A galáxia NGC 2629 foi descoberta em 30 de Setembro de 1802 por William Herschel.